# Gastrodynerus tacubayae
Gastrodynerus tacubayae är en stekelart som först beskrevs av Henri Saussure 1857.  Gastrodynerus tacubayae ingår i släktet Gastrodynerus och familjen Eumenidae. Inga underarter finns listade i Catalogue of Life.